# رید اوینگ
رید اوینگ (انگلیسی: Reid Ewing؛ زادهٔ ۷ نوامبر ۱۹۸۸) هنرپیشه، موسیقی‌دان اهل ایالات متحده آمریکا است.
از فیلم‌ها یا برنامه‌های تلویزیونی که وی در آن نقش داشته‌است می‌توان به خانواده امروزی، شب وحشت و مال اشاره کرد.

## زندگی شخصی
اوینگ در سال ۲۰۱۵، اعلام کرد که از خودزشت‌انگاری رنج می‌برد که باعث شده او چندین عمل جراحی بگذراند، در نوامبر همان سال در حالی که دربارهٔ خودزشت‌انگاری‌ صحبت می‌کرد همجنسگرا بودنش را آشکارسازی کرد.